# Mark Strong
Mark Strong (tên khai sinh Marco Giuseppe Salussolia; 5 tháng 8 năm 1963) là một diễn viên người Anh được biết đến qua các vai diễn điện ảnh như Hoàng tử Septimus trong Stardust (2007), Archibald trong RocknRolla (2008), Lord Henry Blackwood trong Sherlock Holmes (2009), Frank D'Amico trong Kick-Ass (2010), Jim Prideaux trong Tinker Tailor Soldier Spy (2011), Sinestro trong Green Lantern (2011), George trong Zero Dark Thirty (2012), Thiếu tướng Stewart Menzies in The Imitation Game (2014), Merlin trong Kingsman: The Secret Service (2014) và Kingsman: The Golden Circle (2017), Tiến sĩ Thaddeus Sivana trong Shazam! (2019) và John trong Cruella (2021).

## Danh sách phim

### Điện ảnh
| Năm  | Phim                              | Vai diễn                      | Ghi chú                         |
| ---- | --------------------------------- | ----------------------------- | ------------------------------- |
| 1993 | Century                           | Policeman                     |                                 |
| 1994 | Captives                          | Kenny                         |                                 |
| 1997 | Fever Pitch                       | Steve                         |                                 |
| 1997 | Obsession                         | John MacHale                  | Lồng tiếng Đức cho Daniel Craig |
| 1998 | The Man with Rain in His Shoes    | Dave Summers                  |                                 |
| 1999 | Elephant Juice                    | Frank                         |                                 |
| 1999 | Sunshine                          | István Sors                   |                                 |
| 2001 | To End All Wars                   | Dusty Miller                  |                                 |
| 2001 | Hotel                             | Ferdinand                     |                                 |
| 2001 | The Martins                       | Doug                          |                                 |
| 2001 | Superstition                      | Antonio Gabrieli              |                                 |
| 2002 | Fields of Gold                    | Dr Tolkin                     |                                 |
| 2002 | Heartlands                        | Ian                           |                                 |
| 2003 | Some Place Safe                   | Dad                           | Phim ngắn                       |
| 2003 | It's All About Love               | Arthur                        |                                 |
| 2005 | Revolver                          | Sorter                        |                                 |
| 2005 | Oliver Twist                      | Toby Crackit                  |                                 |
| 2005 | Syriana                           | Mussawi                       |                                 |
| 2006 | Tristan & Isolde                  | Lord Wictred                  |                                 |
| 2006 | Scenes of a Sexual Nature         | Louis                         |                                 |
| 2007 | Sunshine                          | Pinbacker                     |                                 |
| 2007 | Stardust                          | Prince Septimus               |                                 |
| 2008 | Miss Pettigrew Lives for a Day    | Nick Calderelli               |                                 |
| 2008 | Flashbacks of a Fool              | Mannie Miesel                 |                                 |
| 2008 | Babylon A.D.                      | Finn                          |                                 |
| 2008 | RocknRolla                        | Archy                         |                                 |
| 2008 | Body of Lies                      | Hani Salaam                   |                                 |
| 2008 | Good                              | Philipp Bouhler               |                                 |
| 2009 | The Gangster and the Pervert Peer | Narrator (voice)              | Documentary                     |
| 2009 | Endgame                           | Neil Barnard                  |                                 |
| 2009 | The Young Victoria                | Sir John Conroy               |                                 |
| 2009 | Sherlock Holmes                   | Lord Henry Blackwood          |                                 |
| 2010 | Kick-Ass                          | Frank D'Amico                 |                                 |
| 2010 | Robin Hood                        | Sir Godfrey                   |                                 |
| 2010 | The Way Back                      | Andrei Khabarov               |                                 |
| 2011 | The Guard                         | Clive Cornell                 |                                 |
| 2011 | The Eagle                         | Guern / Lucius Caius Metellus |                                 |
| 2011 | Green Lantern                     | Thaal Sinestro                |                                 |
| 2011 | Arrietty                          | Pod (voice)                   | UK English dub                  |
| 2011 | Tinker Tailor Soldier Spy         | Jim Prideaux                  |                                 |
| 2011 | Black Gold                        | Sultan Amar                   |                                 |
| 2012 | John Carter                       | Matai Shang                   |                                 |
| 2012 | Zero Dark Thirty                  | George                        |                                 |
| 2013 | Welcome to the Punch              | Jacob Sternwood               |                                 |
| 2013 | Day of the Falcon                 | Sultan Amar                   |                                 |
| 2013 | Justin and the Knights of Valour  | Heraclio (voice)              |                                 |
| 2013 | Blood                             | Robert Seymour                |                                 |
| 2014 | Unity                             | Narrator (voice)              | Documentary                     |
| 2014 | Closer to the Moon                | Max Rosenthal                 |                                 |
| 2014 | Before I Go to Sleep              | Dr Nasch                      |                                 |
| 2014 | Mindscape                         | John Washington               |                                 |
| 2014 | The Imitation Game                | Stewart Menzies               |                                 |
| 2014 | Kingsman: The Secret Service      | Merlin                        |                                 |
| 2016 | Grimsby                           | Sebastian Graves              |                                 |
| 2016 | Approaching the Unknown           | Captain William Stanaforth    |                                 |
| 2016 | The Siege of Jadotville           | Conor Cruise O'Brien          |                                 |
| 2016 | Miss Sloane                       | Rodolfo Schmidt               |                                 |
| 2017 | 6 Days                            | Max Vernon                    |                                 |
| 2017 | Kingsman: The Golden Circle       | Merlin                        |                                 |
| 2018 | The Catcher Was a Spy             | Werner Heisenberg             |                                 |
| 2018 | Stockholm                         | Gunnar Sorensson              |                                 |
| 2019 | Shazam!                           | Doctor Sivana                 |                                 |
| 2019 | 1917                              | Captain Smith                 |                                 |
| 2021 | Cruella                           | John                          |                                 |
| TBA  | Nocebo                            |                               |                                 |
| TBA  | Tár                               |                               |                                 |
| TBA  | Murder Mystery 2                  |                               | Filming                         |

### Truyền hình
| Năm       | Tiêu đề                             | Vai diễn                    | Ghi chú                                |
| --------- | ----------------------------------- | --------------------------- | -------------------------------------- |
| 1989      | EastEnders                          | Telephone Engineer          | 1 episode                              |
| 1989      | After Henry                         | Roger                       | Episode: "Wedding Bells"               |
| 1990      | The Bill                            | P.C. Gibb                   | Episode: "A Clean Division"            |
| 1990      | Inspector Morse                     | Mike Butterworth            | Episode: "Masonic Mysteries"           |
| 1990      | TECX                                | Eberhard Braun              | Episode: "A Question of Chemistry"     |
| 1991      | One Against the Wind                | German Soldier              | Television film                        |
| 1993      | The Buddha of Suburbia              | Second TV Producer          | 1 episode                              |
| 1993      | Prime Suspect 3                     | Inspector Larry Hall        | 2 episodes                             |
| 1994      | Between the Lines                   | David Lacey                 | Episode: "A Face in the Crowd"         |
| 1996      | Emma                                | George Knightley            | Television film                        |
| 1996      | Our Friends in the North            | Terry "Tosker" Cox          | 9 episodes                             |
| 1996      | Sharpe's Mission                    | Colonel Brand               | Television film                        |
| 1997      | Band of Gold                        | Ed Smithson                 | 3 episodes                             |
| 1998      | Spoonface Steinberg                 | Father                      | Television film                        |
| 1999      | Trust                               | Michael Mitcham             | Television film                        |
| 1999      | Births, Marriages and Deaths        | Terry                       | 4 episodes                             |
| 1999      | In the Name of Love                 | Chris Monroe                | Television film                        |
| 2000      | Bomber                              | Colonel Chris Forsyth       | Television film                        |
| 2000      | Anna Karenina                       | Stiva Oblonsky              | 4 episodes                             |
| 2002      | Falling Apart                       | Pete                        | Television film                        |
| 2003      | Henry VIII                          | Duke of Norfolk             | Television film                        |
| 2003      | Prime Suspect 6: The Last Witness   | Det. Chief Supt. Larry Hall | 1 episode                              |
| 2004      | The Long Firm                       | Harry Starks                | 4 episodes                             |
| 2005      | Walk Away and I Stumble             | Andy Spader                 | Television film                        |
| 2006      | Low Winter Sun (UK)                 | Det. Sgt. Frank Agnew       | 2 episodes                             |
| 2006–2012 | Who Do You Think You Are?           | Narrator                    | 70 episodes                            |
| 2013      | The Great Martian War 1913–1917     | Narrator                    | Documentary                            |
| 2013      | Low Winter Sun (U.S.)               | Det. Sgt. Frank Agnew       | 10 episodes                            |
| 2018      | Deep State                          | Max Easton                  | 8 episodes                             |
| 2018      | Untamed Romania                     | Narrator                    | Documentary                            |
| 2019      | The Dark Crystal: Age of Resistance | Ordon                       | Voice 4 episodes                       |
| 2019      | Temple                              | Daniel Milton               | 8 episodes and also executive producer |
| 2020      | Home Game                           | Narrator                    | 8 episodes                             |

### Radio
| Năm  | Tiêu đề             | Vai | Ghi chú |
| ---- | ------------------- | --- | ------- |
| 2021 | Desert Island Discs |     |         |

### Stage
| Năm       | Tiêu đề                | Vai diễn               | Địa điểm                                                             | Nguồn       |
| --------- | ---------------------- | ---------------------- | -------------------------------------------------------------------- | ----------- |
| 1996      | Death of a Salesman    | Biff Loman             | National Theatre, London                                             | [ 3 ]       |
| 1997      | Closer                 | Dan Woolf              | National Theatre, London                                             | [ 4 ]       |
| 1998      | The Iceman Cometh      | Rocky Pioggi           | Almeida Theatre, London                                              | [ 5 ]       |
| 2000      | Speed-the-Plow         | Bobby Gould            | New Ambassadors Theatre, London                                      | [ 3 ]       |
| 2002      | Uncle Vanya            | Mikhail Lvovich Astrov | Donmar Warehouse, London                                             | [ 6 ]       |
| 2014–2016 | A View from the Bridge | Eddie Carbone          | Lyceum Theatre, New York Wyndham's Theatre, London Young Vic, London | [ 7 ] [ 8 ] |
| 2016–2017 | The Red Barn           | Donald Dodd            | National Theatre, London                                             | [ 4 ]       |

### Trò chơi điện tử
| Năm  | Tiêu đề                        | Vai                               |
| ---- | ------------------------------ | --------------------------------- |
| 2010 | Kick-Ass: The Game             | Frank D'Amico                     |
| 2011 | Warhammer 40,000: Space Marine | Captain Titus of the Ultramarines |
| 2013 | Total War: Rome II             | Silanus                           |
| 2016 | Eisenhorn: Xenos               | Inquisitor Gregor Eisenhorn       |
| 2018 | Battlefield V                  | Single Player Narrator            |
| 2021 | The Artful Escape              | Stargordon                        |

## Giải thưởng và đề cử
| Năm  | Giải thưởng                                                        | Tác phẩm                                 | Kết quả   |
| ---- | ------------------------------------------------------------------ | ---------------------------------------- | --------- |
| 2004 | British Academy Television Award for Best Actor                    | The Long Firm                            | Đề cử     |
| 2008 | London Film Critics Circle Award for Best British Supporting Actor | Body of Lies                             | Đề cử     |
| 2009 | MTV Movie Award for Best Fight                                     | Sherlock Holmes (với Robert Downey, Jr.) | Đề cử     |
| 2010 | MTV Movie Award for Best Fight                                     | Kick-Ass (với Chloë Grace Moretz)        | Đề cử     |
| 2011 | Central Ohio Film Critics Association Award for Best Cast          | Tinker Tailor Soldier Spy                | Đoạt giải |
| 2011 | Georgia Film Critics Association Award for Best Cast               | Tinker Tailor Soldier Spy                | Đoạt giải |
| 2011 | YouMovie Award for Best Cast                                       | Tinker Tailor Soldier Spy                | Đoạt giải |
| 2014 | Gopo Award for Best Actor in a Leading Role                        | Closer to the Moon                       | Đề cử     |
| 2014 | Screen Actors Guild Award for Outstanding Cast in a Motion Picture | The Imitation Game                       | Đề cử     |
| 2014 | San Diego Film Critics Society Award for Best Ensemble             | The Imitation Game                       | Đề cử     |
| 2014 | Palm Springs International Film Festival Award for Best Ensemble   | The Imitation Game                       | Đoạt giải |
| 2015 | Olivier Award for Best Actor                                       | A View from the Bridge                   | Đoạt giải |
| 2016 | Tony Award for Best Actor in a Play                                | A View from the Bridge                   | Đề cử     |
| 2016 | Drama Desk Award for Outstanding Actor in a Play                   | A View from the Bridge                   | Đề cử     |
| 2016 | Outer Critics Circle Award for Outstanding Actor in a Play         | A View from the Bridge                   | Đề cử     |
| 2016 | Theatre World Award                                                | A View from the Bridge                   | Đoạt giải |
| 2019 | Teen Choice Award for Choice Movie Villain                         | Shazam!                                  | Đề cử     |